# 美丽耧斗菜
美丽耧斗菜（学名：Aquilegia formosa）是一种常见的吸引人的野花，原生于北美洲西部，从阿拉斯加到下加利福尼亚州，并向东至蒙大拿州和怀俄明州。

## 描述
美丽耧斗菜植株高度20-80厘米，平均约60厘米。花期由于地区差异从4月至8月，约5厘米长，颜色为红色和黄色。红色或橙色外展部分为花萼片S，黄色的内侧部分是真正的花瓣。天蛾科昆虫为其授粉，蜂鸟也被吸引到花园。
花可食，甜味，种子误食可致命。植物的大部分含有糖苷

## 分布
在其分布范围内，美丽耧斗菜可以在丛林、橡树林地、混合常绿或针叶树林发现。在沙漠地带和海拔超过3300米的地方没有分布，在加利福尼亚州中央谷地也没有分布。它喜欢潮湿场所，如小溪两岸。

## 原住民使用
有些原住民使用美丽耧斗菜制作香水。